# Breaking na Igrzyskach Europejskich 2023
Rywalizacja w breakingu na Igrzyskach Europejskich 2023 odbyła się w dniach 26–27 czerwca 2023 w Parku Strzeleckim w Nowym Sączu. Do walki o medale przystąpiło 32 uczestników – 16 mężczyzn i 16 kobiet.

## Medaliści i medalistki
| Konkurencja       | Złoto                   | Srebro                     | Brąz                       |
| Breaking mężczyzn | Danis Civil (Dany Dann) | Menno van Gorp (Menno)     | Fouad Ambelj (Lil Zoo)     |
| Breaking kobiet   | India Sardjoe (India)   | Anna Ponomarenko (Stefani) | Dominika Baniewicz (Nicka) |

## Klasyfikacja medalowa
*   Gospodarz ( Polska)
| Miejsce | Reprezentacja | Złoto | Srebro | Brąz | Razem |
| ------- | ------------- | ----- | ------ | ---- | ----- |
| 1       | Holandia      | 1     | 1      | 0    | 2     |
| 2       | Francja       | 1     | 0      | 0    | 1     |
| 3       | Ukraina       | 0     | 1      | 0    | 1     |
| 4       | Litwa         | 0     | 0      | 1    | 1     |
| 4       | Austria       | 0     | 0      | 1    | 1     |
| Razem   | Razem         | 2     | 2      | 2    | 6     |